# Pseudosparna flaviceps
Pseudosparna flaviceps es una especie de escarabajo longicornio del género Pseudosparna, categorizada en la tribu Acanthocinini, de la subfamilia Lamiinae. Fue descrita por Bates en 1863.
Mide 7-8,5 mm de longitud. Se distribuye por América del Sur: Brasil y Guayana Francesa.